# Anoplophora sebastieni
Anoplophora sebastieni là một loài bọ cánh cứng trong họ Cerambycidae.